# Kostel svatého Vavřince (Horní Štěpánov)
Kostel svatého Vavřince je římskokatolický chrám v Horním Štěpánově v okrese Prostějov. Jde o farní kostel farnosti Horní Štěpánov. Je chráněn jako kulturní památka České republiky.
Kostel má středověké jádro, v letech 1710–1712 byl přestavěný barokně. Jde o orientovanou podélnou jednolodní stavbu s odsazeným segmentově ukončeným presbytářem, k němuž na jižní straně přiléhá čtyřboká sakristie. V ose západního průčelí předstupuje hranolová věž. Po stranách hlavního oltáře jsou zavěšeny barokní dřevořezby andělů pocházející z původního oltáře.